# Kate Horn
Kate Horn (Irlanda, c. 1826 - Montreal, 10 de Setembro de 1896) foi uma actriz e directora de teatro Canadiana. Foi popular como actriz durante os anos de actividade, entre 1845 e 1873, sendo directora executiva do Theatre Royal (Montreal), em Montreal, de 1873 a 1880.
Kate nasceu na Irlanda cerca de 1826, ficando órfã antes dos dezasseis anos. Estreou nos palcos em 1842, em Charleston, na Carolina do Sul, sob o patrocínio da atriz Sarah H. Timm. De 1845 a 1852, trabalhou no Park Theatre em Nova Iorque, onde teve uma carreira de sucesso, apresentando-se juntamente com estrelas como George Clifford Jordan, Annie Walters, Charlotte Saunders Cushman, Edward Loomis Davenport e William Pleater Davidge, tendo sido considerada "uma das mais belas mulheres dos palcos".
De 1852 a 1864, dividiu seu tempo entre viagens regulares ao Theatre Royal (Montreal) de Montreal, no Canadá, no qual o seu marido, John Buckland, era director, e Nova Iorque, onde trabalhou em várias companhias diferentes. Em 1864, estabeleceu-se definitivamente em Montreal, passando a ser uma das estrelas do Theatre Royal e membro respeitado da sociedade da moda de Montreal. Quando o marido morreu, em 1872, Kate sucedeu-o como directora do teatro. Aposentou-se da administração e dos palcos em 1880, continuando activa na vida teatral da cidade.
Morreu a 10 de Setembro de 1896, em Montreal.